# Podochilus hellwigii
Podochilus hellwigii är en orkidéart som beskrevs av Rudolf Schlechter. Podochilus hellwigii ingår i släktet Podochilus och familjen orkidéer. Inga underarter finns listade i Catalogue of Life.